# Tom & Jerry e Robin Hood
Tom & Jerry e Robin Hood (Tom and Jerry: Robin Hood and His Merry Mouse) è un film d'animazione direct-to-video del 2012 con protagonisti Tom & Jerry e prodotto dalla Warner Bros. Animation.
In Italia è uscito il 20 marzo 2013.

## Trama
La storia ha inizio con Robin Hood perseguitato dallo Sceriffo di Nottingham. Contemporaneamente Jerry il topo viene inseguito da Tom il gatto, spia al servizio del Principe Giovanni, fratellastro del buon Re Riccardo Cuordileone, partito per una crociata in Francia. Robin Hood è il capo di un gruppo di avventurieri che comprende uomini come Will Scarlet e i suoi amici, gli esattori delle tasse come Little John, i frati Tuck e Droopy, la coppia canina Spike e Tyke e Red Hot Riding Hood che veste i panni della Principessa Lady Marion che, dopo essere divenuta una combattente per essersi ribellata al Principe Giovanni e allo Sceriffo di Nottingham, ed essendosi fidanzata con Robin Hood, si unisce a Tom e Jerry e tutti insieme uniscono le forze per sconfiggere ed eliminare il sovrano, arrestare lo Sceriffo di Nottingham e i suoi scagnozzi Tin, Pan e Ali, tre gatti siamesi, per riportare Re Riccardo Cuordileone sul trono. Dopo aver vendicato tutti questi misfatti, compreso una gara di tiro con l'arco in versione truccata, Robin Hood diventa il migliore arciere della Foresta di Sherwood.

## Doppiaggio
| Personaggio            | Doppiatore originale | Doppiatore italiano |
| ---------------------- | -------------------- | ------------------- |
| Tom il gatto           | Spike Brandt         | Spike Brandt        |
| Jerry il topo          | Spike Brandt         | Spike Brandt        |
| Robin Hood             | Jamie Bamber         | Paolo De Santis     |
| Sceriffo di Nottingham | Charles Shaughnessy  | Mario Cordova       |
| Principe Giovanni      | John Michael Higgins | Luca Biagini        |
| Lady Marion            | Grey DeLisle         | Alessia Amendola    |
| Little John            | John DiMaggio        | Massimo Corvo       |
| Frate Tuck             | Joe Alaskey          |                     |
| Will Scarlet           | Greg Ellis           |                     |
| Spike                  | Phil LaMarr          | Pierluigi Astore    |
| Tyke                   | Spike Brandt         | Spike Brandt        |
| Droopy                 | Joe Alaskey          |                     |
| Re Riccardo            | Clive Revill         | Luigi La Monica     |
| Barney Bear            | Richard McGonagle    | Michele Kalamera    |
| Tin                    | Greg Ellis           |                     |
| Pan                    | Jess Harnell         |                     |
| Alley                  | Richard McGonagle    |                     |
| Arbitro                | Clive Revill         |                     |